# Rudolf Meckel
Rudolf Meckel (* 20. Juli 1910 in Olmütz, Österreich-Ungarn; † 26. August 1975 in Schweden) war ein sudetendeutscher Politiker (NSDAP).

## Leben
Meckel wurde 1926 Mitglied im Olmützer NS-Jugendverband und trat drei Jahre später dem Nationalsozialistischen Deutschen Studentenbund bei. Nach dem Schulbesuch folgten Studium und Promotion. Als Leiter der Hochschulgilde Ramphold Gorenz an der Deutschen Universität Prag betrieb Meckel Bildungsarbeit, die an die deutsche NSDAP angelehnt war. Größeres Aufsehen erweckte er in den 1930er Jahren als Führer der Deutschen Hochschülerschaft, der Dachorganisation aller deutschen Korporationen in Prag, und als Funktionär der Sudetendeutschen Partei (SdP).
Meckel schloss sich zum 1. November 1938 der NSDAP an (Mitgliedsnummer 6.420.489) und trat am 25. April 1939, nach der im Frühjahr 1939 erfolgten sogenannten „Zerschlagung der Rest-Tschechei“, als „Abgeordneter für die Deutschen im Protektorat Böhmen und Mähren“ in den nationalsozialistischen Reichstag ein, dem er bis zum Ende der NS-Herrschaft im Frühjahr 1945 angehören sollte. Von 1938 bis März 1940 war er in Prag Gaustudentenführer und nahm danach als Soldat am Zweiten Weltkrieg teil. Bei der Deutschen Gesandtschaft in Budapest wurde er im April 1941 Referent für Volkstumsfragen. In der SS erhielt er 1939 den Rang eines Sturmbannführers.
Über seine Entnazifizierung ist nichts bekannt. Er war Diplomfechtmeister und von 1956 bis 1961 Trainingsleiter der Fechtabteilung des TSV Mannheim.